# Гейсман, Александр Фавстович
Александр Фавстович Гейсман (укр. Гейсман Олександр Фаустинович 1815, Каменец-Подольский — март 1859) — русский экономист, полиглот. Отец военного писателя, генерал-лейтенанта Платона Гейсмана.

## Биография
Правнук подполковника  Ивана Ивановича Гейсмана. Род Гейсмана, происходивший от  фламандского рода Гейсманс (Huysmans), был занесён в родословную дворянскую книгу  Подольской губернии. Александр Гейсман учился сначала в  Киевском и в  Казанском университетах.
В 1840 году со степенью кандидата окончил философский факультет Казанского университета и начал преподавать историю в Новгородской гимназии. Отслужив нужное количество лет, в чине коллежского асессора вышел в отставку.
В 1848 году предоставил в Киевский университет диссертацию «Про суть основного фізіократичного вчення та про значення його в історії політичної економії» (рус.  «О сущности основного физиократического учения и о значении его в истории политической экономии »). После успешной защиты диссертации Гейсману 22 апреля 1849 года предоставили степень магистра  политической экономии и  статистики. После этого Александр Фавчтович вернулся на родину, где готовился к тому, чтобы занять профессорскую кафедру.
В 1850-х годах Гейсман был сотрудником своего друга  Ивана Вернадского, который в Санкт-Петербурге издавал журнал «Экономический указатель». В статьях о фельетонах, печатавшихся в этом издании, Александр Фавстович очень живописно изображал экономические отношения и особенно быт помещиков Подолья.
Гейсман знал восемь языков —  латинский,  греческий,  русский,  польский,  французский ,  немецкий,  итальянский и  английский.
Как отмечает русский историк П. А. Гейсман в «Русском биографическом словаре», перед Гейсманом «открывалось широкое поле деятельности на правительственной или общественной службе или на профессорской кафедре. Смерть его была особенно ощутимой для Подолья, где было ещё слишком мало людей с широким кругозором, которые считали всё русское своим, а не чужим, а ещё меньше было тех, кто писал и печатал свои труды на русском языке».